# Boracit
Boracitul este un mineral (borat de magneziu) cu formula chimică Mg3B7O13Cl. 

## Descriere
Se găsește în mai multe culori (verde, gri, galben sau alb). Cristalele sale sunt ortorombice-piramidale, dar poate poate avea și cristale cubice sau octaedrice.
Are o duritate pe scara Mohs de 7 spre 7,5 și o greutate specifică de 2,9. 
Valorile indicilor de refracție sunt nα = 1.658 - 1.662, nβ = 1.662 - 1.667 and nγ = 1.668 - 1.673. 
Nu prezintă și clivaj și este solubil în apă.

## Origini
Boracitul este adesea găsit în evaporite, asociat cu minerale ca gipsul, anhidritul, halitul, silvina, carnalitul, distenul și hilgarditul.

## Etimologie
Numele boracitului derivă de la conținutul său foarte ridicat de bor (19 spre 20% bor)

## Istorie
Boracitul a fost descoperit în anul 1789, în localitatea sa tipică, Kalkberg hill, Lüneburg, Lower Saxonia, Germania.